# Santisouk Inthavong
Santisouk Inthavong (ur. 2 września 1999 w Wientianie) – laotański pływak, olimpijczyk z Rio de Janeiro 2016 i z Tokio 2020. Specjalizuje się w stylach dowolnym i grzbietowym na dystansie 50m.
Podczas igrzysk w Tokio był chorążym reprezentacji Laosu.

## Udział w zawodach międzynarodowych
| Rok  | Impreza                                               | Miejsce        | Konkurencja                | Eliminacje | Eliminacje | Półfinał | Półfinał | Finał | Finał   | Pozycja |
| Rok  | Impreza                                               | Miejsce        | Konkurencja                | Czas       | Miejsce    | Czas     | Miejsce  | Czas  | Miejsce | Pozycja |
| ---- | ----------------------------------------------------- | -------------- | -------------------------- | ---------- | ---------- | -------- | -------- | ----- | ------- | ------- |
| 2015 | Mistrzostwa Świata w Pływaniu 2015                    | Kazań          | 50 m st. dowolnym          | 27.42      | 98.        | NQ       | NQ       | NQ    | NQ      | 98.     |
| 2015 | Mistrzostwa Świata w Pływaniu 2015                    | Kazań          | 50 m st. grzbietowym       | 33.24      | 65.        | NQ       | NQ       | NQ    | NQ      | 65.     |
| 2016 | Letnie Igrzyska Olimpijskie 2016                      | Rio de Janeiro | 50 m st. dowolnym          | 26.54      | 69.        | NQ       | NQ       | NQ    | NQ      | 69.     |
| 2017 | Mistrzostwa Świata w Pływaniu 2017                    | Budapeszt      | 50 m st. dowolnym          | 26.36      | 105        | NQ       | NQ       | NQ    | NQ      | 105.    |
| 2017 | Mistrzostwa Świata w Pływaniu 2017                    | Budapeszt      | 50 m st. grzbietowym       | 31.96      | 51.        | NQ       | NQ       | NQ    | NQ      | 51.     |
| 2018 | Mistrzostwa Świata w Pływaniu na krótkim basenie 2018 | Hangzhou       | 50 m st. dowolnym          | 25.48      | 102        | NQ       | NQ       | NQ    | NQ      | 102.    |
| 2018 | Mistrzostwa Świata w Pływaniu na krótkim basenie 2018 | Hangzhou       | 50 m st. grzbietowym       | 29.82      | 43.        | NQ       | NQ       | NQ    | NQ      | 43.     |
| 2018 | Igrzyska Azjatyckie 2018                              | Dżakarta       | 50 m st. dowolnym          | 26.62      | 47         | NQ       | NQ       | NQ    | NQ      | 47.     |
| 2018 | Igrzyska Azjatyckie 2018                              | Dżakarta       | 50 m st. grzbietowym       | 31.09      | 33.        | NQ       | NQ       | NQ    | NQ      | 33.     |
| 2019 | Mistrzostwa Świata w Pływaniu 2019                    | Gwangju        | 50 m st. dowolnym          | 25.79      | 109        | NQ       | NQ       | NQ    | NQ      | 109.    |
| 2019 | Mistrzostwa Świata w Pływaniu 2019                    | Gwangju        | 50 m st. grzbietowym       | 30.75      | 67.        | NQ       | NQ       | NQ    | NQ      | 67.     |
| 2019 | Igrzyska Azji Południowo-Wschodniej 2019              | Filipiny       | 50 m st. dowolnym          | 25.58      | 13.        | NQ       | NQ       | NQ    | NQ      | 13.     |
| 2019 | Igrzyska Azji Południowo-Wschodniej 2019              | Filipiny       | 50 m st. grzbietowym       | 31.27      | 9.         | NQ       | NQ       | NQ    | NQ      | 9.      |
| 2021 | Letnie Igrzyska Olimpijskie 2020                      | Tokio          | 50 m st. dowolnym mężczyzn | 26.04      | 59.        | NQ       | NQ       | NQ    | NQ      | 59.     |